# Regering-Thilges
De Regering-Thilges was van 20 februari 1885 tot 22 september 1888 aan de macht in het Groothertogdom Luxemburg.

## Samenstelling
| Persoon           | ambt                                                                   |
| ----------------- | ---------------------------------------------------------------------- |
| Édouard Thilges   | President van de Regering en directeur-generaal van Buitenlandse Zaken |
| Paul Eyschen      | directeur-generaal van Justitie                                        |
| Henri Kirpach     | directeur-generaal van Binnenlandse Zaken                              |
| Mathias Mongenast | directeur-generaal van Financiën                                       |